# Zelleria oleastrella
Zelleria oleastrella is een vlinder uit de familie van de stippelmotten (Yponomeutidae). De wetenschappelijke naam van de soort werd in 1867 gepubliceerd door Pierre Millière.